# Büste des Philibert le Beau, Herzog von Savoyen
Die Büste des Philibert le Beau, Herzog von Savoyen oder Büste eines jungen Mannes ist eine vor 1524 von Conrat Meit aus Buchsbaumholz geschnitzte Porträtbüste des 1504 verstorbenen Herzogs von Savoyen, Philibert le Beau. Sie wurde von Philiberts Witwe Margarete von Österreich in Auftrag gegeben. Auch ihres kleinen Formats wegen gilt sie als ein Hauptwerk der deutschen Schnitzkunst des 16. Jahrhunderts. Die Büste befindet sich im Bode-Museum in der Skulpturensammlung und Museum für Byzantinische Kunst Berlin. Mit ihr stehen weitere Büsten Philiberts und Margaretes in Verbindung, die sich im Bayerischen Nationalmuseum München und im British Museum in London befinden.

## Beschreibung
Die nur 11,6 cm hohe, 11,2 cm breite und 8,5 cm tiefe Porträtbüste zeigt Philibert le Beau mit nach halblinks gedrehtem Kopf, den Mund leicht geöffnet. Seine aufwändige Kleidung mit einem Pelzmantel, einer Netzhaube über dem Kopf und einem schräg nach hinten rechts geneigten Barett mit breiter, eingekerbter Krempe weisen Philibert als Angehörigen der Oberschicht aus. Die Kleidung ist typisch für die Niederlande zwischen 1515 und 1525. Während die von Männern getragene Netzhaube über die erste Hälfte des 16. Jahrhunderts oft dargestellt wird, ist das hier dargestellte Barett besonders zwischen 1515 und 1530 verbreitet. Ein Wappen oder andere Insignien der Herzogswürde sind nicht vorhanden. Das Porträt ist trotz seiner geringen Größe derart lebensnah gestaltet, dass es auf den Betrachter einer Fotografie deutlich größer wirkt. Dazu trägt die äußerst detaillierte Ausführung der Gesichtszüge und der Oberflächen von Netzhaube und Pelzmantel entscheidend bei.
Die Porträtbüste ist für ihr Alter sehr gut erhalten und weist am Barett Reste einer alten Vergoldung auf. Möglicherweise waren die Augen farbig hervorgehoben, wodurch die lebensechte Erscheinung noch verstärkt wurde. Im Vergleich zu einer fast identischen Büste im British Museum zeigt sich jedoch, dass sie an mehreren Stellen beschädigt ist. Insbesondere wurde an der Krempe des Baretts ein abgebrochenes Stück ergänzt. Hier fehlt ein Medaillon, das bei der Figur des British Museum vorhanden ist. Es zeigt Margareta von Antiochia mit einem Drachen, umgeben von der Umschrift IE · NE · SCAI ·. Dieses Motiv war der Anlass, die britischen Büsten falsch mit Margaretes Großvater Karl der Kühne und seiner vierten Ehefrau Margareta von York zu identifizieren. Tatsächlich weist die Darstellung auf das Haus Burgund, das mit dem Tod Karls ausgestorben war, aber es ist hier als Verbindung Philiberts mit seiner dem Haus Burgund entstammenden Ehefrau Margarete von Österreich zu sehen.

## Hintergrund

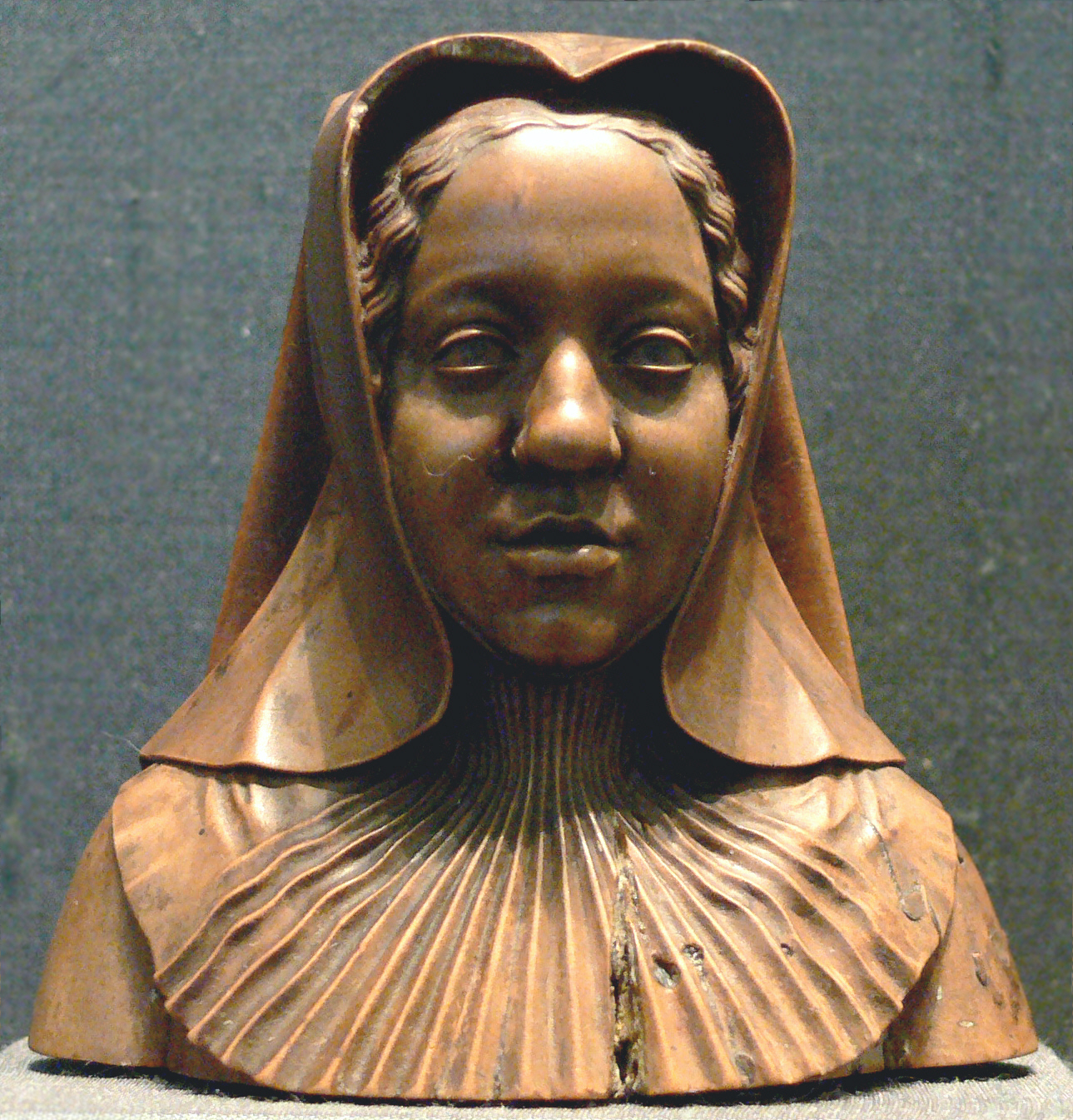
Büste der Margarete von Österreich, Conrat Meit, um 1518, wahrscheinlich Birnenholz, Augen farblich hervorgehoben, 7,47 cm hoch, Bayerisches Nationalmuseum, München

Philibert le Beau war seit 1501 mit Margarete von Österreich verheiratet. Nach dem frühen Tod ihres Ehemanns im Jahr 1504 ließ Margarete das kleine Kloster Brou in Bourg-en-Bresse zur Grablege Philiberts ausbauen. Sie heiratete nicht erneut und wurde 1507 Statthalterin der habsburgischen Niederlande. Bis zu ihrem Tod im Jahr 1530 war sie eine der bedeutendsten Kunstmäzeninnen ihrer Zeit, ihre Residenz in Mechelen wurde ein internationales Zentrum von Musik, bildender Kunst und Politik. In ihrem Palast, sowohl im Audienzsaal und der Bibliothek als auch in Margaretes Privatgemächern, befand sich eine Sammlung von Kunstwerken und Kuriositäten, die eine der frühesten gut dokumentierten Kunstkammer bildeten. Margarete besaß neben der Arnolfini-Hochzeit des Jan van Eyck Gemälde von Hieronymus Bosch, Jan Gossaert, Michel Sittow und Juan de Flandes. Ihr Hof beschäftigte zeitweise 150 Personen, darunter mehrere Künstler. 1514 wurde Conrat Meit ihr Hofbildhauer, dessen Hauptwerk die Grabmäler von Philiberts Mutter Margarete von Bourbon, Philibert II. von Savoyen und Margarete von Österreich im Chor der Klosterkirche in Brou wurden.
Da alle von Meit angefertigten Porträts des Herzogs von Savoyen, von den Holzbüsten bis zum Grabmal, zehn oder mehr Jahre nach dessen Tod entstanden, und Meit ihn nicht gekannt hat, müssen die Darstellungen nach der Beschreibung durch Margarete oder nach vorhandenen Bildnissen entstanden sein. Margarete gab eine Vielzahl von Porträts ihrer selbst, ihres verstorbenen zweiten Ehemanns oder des Paares in Auftrag. Dabei zeigte sie sich als gute Kennerin der zeitgenössischen Porträtkonventionen und ließ sich auf zwei unterschiedlichen Weisen wiedergeben. Zusammen mit Philibert ließ sie sich ebenso jugendlich wie ihn und in höfischer Kleidung darstellen. Dadurch hielt sie als loyale Gemahlin des Herzogs sein Andenken und die Erinnerung an ihre Ehe wach. Damit verfolgte sie auch eigene politische Interessen und die ihrer Familie, da ihre so verbildlichte Ehe mit Philibert und der Entschluss, nicht wieder zu heiraten, ihre weltliche Macht begründeten. Die zweite Form ihrer Porträts stellt sie alleine als einflussreiche Frau, Herzogin von Savoyen und Statthalterin der habsburgischen Niederlande dar. Diese Einzelporträts zeigen sie in der schlichten Kleidung einer Witwe und in fortgeschrittenem Alter, als Regentin der Niederlande. Margarete legte besonderen Wert darauf, die Darstellungen ihrer Familienmitglieder und ihrer selbst so lebensnah wie irgend möglich zu gestalten. So nahm Albrecht Dürer 1521 ein als Geschenk vorgesehenes Porträt des verstorbenen Maximilian I. wieder mit, da Margarete mit der Darstellung sehr unzufrieden war.
Kleinformatige säkulare Skulpturen wie die Büsten Philiberts und Margaretes waren im nördlichen Europa zu Beginn des 16. Jahrhunderts so gut wie unbekannt. Die ersten Exemplare kamen mit Künstlern wie dem Florentiner Bildhauer und Medailleur Pietro Torrigiano aus Italien, wo sie unter Kunstfreunden weite Verbreitung gefunden hatten. Torrigiano arbeitete 1509 bis 1510 vorübergehend am Hofe Margaretes und reparierte dort eine kleine Terrakotta-Büste Mary Tudors.

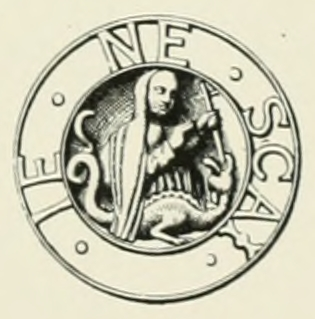
Medaillon am Barett der Holzskulptur im British Museum, nach Charles Hercules Read, 1902

Die vermeintliche Devise IE · NE · SCAI · auf dem Barett der Figur des Herzogs im British Museum war der Gegenstand eingehender Nachforschungen, die in den genealogischen Werken der Niederlande, Italiens und Deutschlands keine Ergebnisse lieferten. Möglicherweise ist es ein Gallizismus, als JE NE SAIS die Entsprechung von ICH WEISS NICHT.  Auf dieser Zeile baut ein vierzeiliges Priamel auf, dessen älteste Überlieferungsquellen im 15. Jahrhundert von Konrad Bollstatter und Martinus von Biberach verfasst wurden. Das Motiv ist deutlich älter, bildete aber in der Zeit Margaretes ein bedeutendes Element der katholischen Frömmigkeit. Martin Luther wies es ausdrücklich zurück, da es mit der christlichen Heilsgewissheit nicht vereinbar sei. Margaretes Vater, Kaiser Maximilian I., wurden die Zeilen fälschlich als „Leitspruch“ zugeschrieben.
Ich leb und waiß nit wie lang,

ich stirb und waiß nit wann,

ich far und waiß nit wahin,

mich wundert das ich [so] frölich bin.
(Nach Martinus von Biberach)

## Provenienz
Zu Meits kleinen Arbeiten gehört neben der Büste des Philibert le Beau, Herzog von Savoyen eine um 1518 geschnitzte und heute im Bayerischen Nationalmuseum ausgestellte Büste Margaretes in dem Habit einer Witwe aus Birnenholz. Ein 1523 erstelltes Inventar führt für die Privatgemächer Margaretes ein Paar hölzerne Büsten auf, bei denen es sich wahrscheinlich um die Exemplare in Berlin und München handelt.
Nach dem Tod Margaretas wurde ihr Nachlass verstreut. Die Herkunft und Bedeutung von Objekten wie den kleinformatigen Holzskulpturen Conrat Meits, die keine Beschriftungen trugen, gerieten oft in Vergessenheit. Damit wurden sie zu anonymen Sammlerobjekten, von denen nicht einmal mehr der Schnitzer bekannt war. Die Büste des Philibert le Beau, Herzog von Savoyen gelangte in die von Joachim II. begründete Königliche Kunstkammer in Berlin. Dort wurde sie in einem Inventar des 17. Jahrhunderts Albrecht Dürer als die Büste eines Unbekannten zugeschrieben. Zu einem späteren Zeitpunkt gelangte sie in die Skulpturensammlung und Museum für Byzantinische Kunst, die heute in den Räumen des Bode-Museums untergebracht ist.

## Weitere Ausführungen

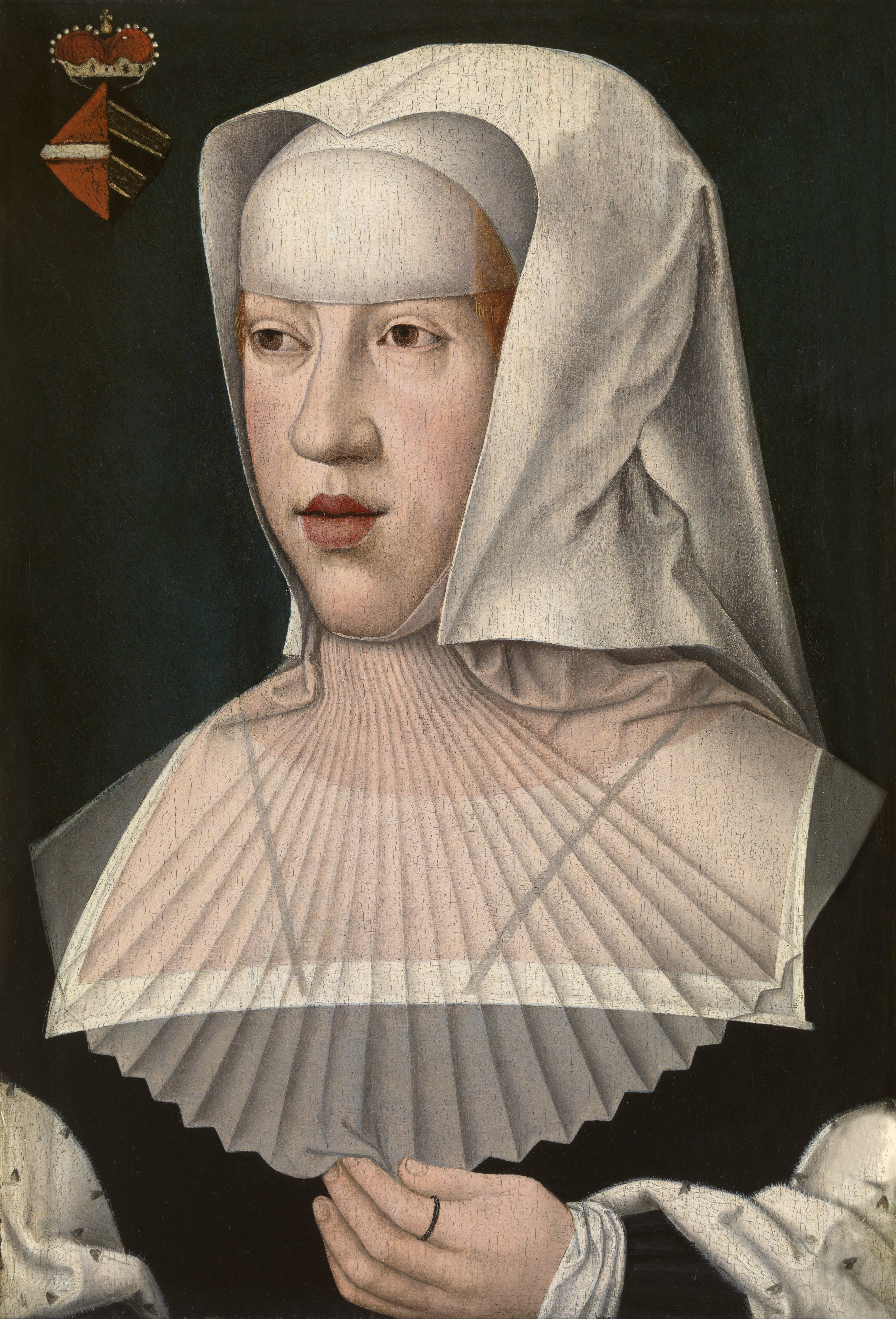
Porträt der Margarete von Österreich, Herzogin von Savoyen, Bernard van Orley, um 1520, Öl auf Holz, 34 × 23 cm, Königliches Museum der Schönen Künste, Antwerpen

Historische Aufnahme, British Museum, um 1900

Margarete von Österreich ließ häufig Kopien ihrer Porträts zum Verschenken anfertigen. Ein um 1520 von Bernard van Orley gemaltes Bildnis Margaretes galt als offizielles Porträt und wurde mindestens neun Mal als Kopie, teilweise mit leichten Abweichungen, an Personen im Umfeld ihres Hofes abgegeben und weitere Male an Herrscherfamilien in ganz Europa geschickt. Das British Museum ist im Besitz weiterer Büsten des Ehepaars aus Buchsbaumholz, mit Höhen von 11,8 cm und 9,2 cm. Während die Darstellung Philiberts als junger Mann bei der Berliner und der Londoner Büste weitgehend identisch ist, wird Margareta mit der Münchner Figur als Witwe, und mit der Londoner Ausführung als junge Frau in höfischer Kleidung dargestellt. Die britischen Büsten Philberts und Margarets sind als Pendants zu sehen. Sie wurden wahrscheinlich von Margarete als Geschenk vergeben und befanden sich am Ende des 17. Jahrhunderts in der Kunstkammer von Kaiser Rudolf II. in Prag. Sie gelangten später zu dem österreichischen Bildhauer und Medailleur Joseph Daniel Böhm. Bei der Versteigerung von Böhms Nachlass wurden sie 1865 durch den österreichischen Kunsthändler Georg Plach für Anselm Salomon von Rothschild erworben. Dessen Sohn Ferdinand James Anselm von Rothschild vermachte dem British Museum 1898 seine Kunstsammlung, die er nach seinem Wohnsitz Waddesdon Manor The Waddesdon Bequest nannte. Unter diesem Namen wird die Sammlung bis heute verwaltet, zu ihren bedeutendsten Stücken gehören die beiden Porträtbüsten des Herzogspaares von Savoyen.
Vor 1516 ließ Margarete in ihrer Bibliothek zwei Marmorbüsten des Herzogspaares aufstellen, die heute verschollen sind. Ihre Existenz ist jedoch durch Inventare und zeitgenössische Beschreibungen gut belegt. Sie wurden von Conrat Meit gefertigt, und bei den kleineren Holzfiguren des British Museum könnte es sich um Entwürfe handeln. Die Marmorbüste Margaretes wird dann der Holzfigur des British Museum geähnelt haben, die Margarete als junge Ehefrau zeigt. Der letzte Nachweis der Marmorbüsten ist ein 1659 angefertigtes Inventar des Palast von Coudenberg in Brüssel. Möglicherweise wurden die Büsten zerstört, als der Palast 1731 abbrannte.
Margarete bezahlte Conrat Meit am 5. Januar 1518 für zwei Gesichter aus Holz nach unserem Aussehen, also für ihre eigenen Porträtbüsten. Im Bayerischen Nationalmuseum in München befindet sich die oben abgebildete 7,47 cm hohe Porträtbüste Margaretes, die wahrscheinlich mit der 1518 in ihren Privatgemächern nachgewiesenen identisch ist. Sie trägt auf der Unterseite die Aufschrift MARGARETA GUBERNATRIX BELGIAE. Der Habit der Witwe schließt weitgehend aus, dass diese Büste das Pendant einer Büste Philiberts ist. Eine weitere Büste Margaretes, möglicherweise die zweite 1518 bezahlte, befand sich 1958 im Besitz der Familie Rothschild. Sie wurde seinerzeit als Leihgabe in einer Ausstellung im Kloster Brou präsentiert. Ihr gegenwärtiger Besitzer ist nicht bekannt.

## Rezeption
Die kunsthistorische Forschung hat die kleinen Holzskulpturen Conrat Meits über lange Zeit nur am Rande zur Kenntnis genommen. In der Besprechung einer anderen Meit zugeschriebenen Arbeit durch Wilhelm Bode werden alle vier Holzskulpturen erwähnt. Dabei bezeichnet Bode die Münchner Büste Margaretes als die der hässlichen Schwester Philipps des Schönen in ihrer unkleidsamen Witwentracht, während er die Büsten des British Museum und der Berliner Skulpturensammlung wegen der dargestellten Jugend und der anziehenden Gesichtszüge als wesentlich erfreulicher wahrnahm. Er zählt die Schnitzereien zu den bedeutendsten Meisterwerken der deutschen Kleinplastik. Dabei verwirft Bode frühere Vermutungen, bei einer der Figuren könne es sich um Kopien handeln, und schreibt alle vier Conrat Meit selbst zu.
Am 21. Juni 1967 gab die Landespostdirektion Berlin in der Serie Berliner Kunstschätze eine Briefmarke zu 10 Pfennigen heraus. Die von dem Berliner Grafiker Ernst Finke entworfene Marke zeigt die nach rechts gewandte Büste eines jungen Mannes und erschien mit der ungewöhnlich hohen Auflage von 30 Millionen Stück.